# Bart Starr
Bryan Bartlett Starr Fumagalli (Montgomery, Alabama, Estados Unidos; 9 de enero de 1934 - Birmingham, Alabama, Estados Unidos; 26 de mayo de 2019), más conocido como Bart Starr, fue un jugador y entrenador profesional de fútbol americano estadounidense. Jugaba en la posición de quarterback y desarrolló toda su carrera en los Green Bay Packers de la National Football League (NFL). 

## Biografía
Sus padres fueron Benjamin Bryan Starr (1910-1985), un capataz de obras en el departamento de carreteras del estado, y Lula (Tucker) Starr (1916-1995). Los primeros años de su vida estuvieron marcados por las dificultades. Poco después del inicio de la Segunda Guerra Mundial, la unidad de reserva de su padre fue activada y en 1942 fue desplegada al Teatro del Pacífico. El suyo fue primero en el Ejército de los Estados Unidos pero transferido a la Fuerza Aérea para su carrera militar.
Tenía un hermano menor, Hilton E. "Bubbly" Starr. En 1946, Bubbly pisó un hueso de perro mientras jugaba en el patio y tres días después murió de tétanos. La relación de Starr con su padre se deterioró después de lo que le pasó a Hilton. Era un niño introvertido que rara vez mostraba sus emociones y su padre empujó a Starr a desarrollar más de una racha media.
Asistió a la High School secundaria de Sidney Lanier en Montgomery, y probó para el equipo de football en su segundo año, pero decidió parar después de dos semanas. Su padre le dio la opción de jugar al fútbol o trabajar en el jardín familiar; eligió volver al campo de fútbol.
En su tercer año, el mariscal de campo inicial se rompió la pierna y Starr se convirtió en el titular. Lideró a Lanier a una temporada invicta. En su temporada como mayor, Starr fue nombrado all-state y All-America, 

## Carrera

### Universidad
Starr recibió ofertas de universidades de todo el país. Consideró seriamente la Universidad de Kentucky, entrenada por Bear Bryant. Su novia de la escuela secundaria, Cherry Louise Morton, planeaba asistir a Auburn y Starr deseaba asistir a una universidad cercana a ella. Starr cambió de opinión y se comprometió con la Universidad de Alabama en Tuscaloosa.

#### Estadísticas
| Negrita | Máximo de carrera |

| Año   | Equipo  | Partidos | Partidos | Partidos | Pase | Pase | Pase | Pase   | Pase | Pase | Pase  | Carrera | Carrera | Carrera | Carrera |
| Año   | Equipo  | PJ       | PT       | Récord   | Cmp  | Att  | Pct  | Yardas | TD   | Int  | Rtg   | Att     | Yardas  | Avg     | TD      |
| ----- | ------- | -------- | -------- | -------- | ---- | ---- | ---- | ------ | ---- | ---- | ----- | ------- | ------- | ------- | ------- |
| 1952  | Alabama | 11       |          |          | 17   | 29   | 58.6 | 170    | 0    | 3    | 87.2  | 11      | -15     | -1.4    | 0       |
| 1953  | Alabama | 11       |          |          | 59   | 119  | 49.6 | 870    | 8    | 6    | 123.1 | 35      | 19      | 0.5     | 0       |
| 1954  | Alabama | 11       |          |          | 24   | 41   | 58.5 | 276    | 1    | 2    | 113.4 | 23      | -26     | -1.1    | 1       |
| 1955  | Alabama | 10       |          |          | 55   | 96   | 57.3 | 587    | 1    | 9    | 93.3  | 54      | -34     | -0.6    | 1       |
| Total | Total   | 43       |          |          | 155  | 285  | 54.4 | 1,903  | 10   | 20   | 108.0 | 123     | -56     | -0.5    | 2       |

### NFL

#### Green Bay Packers
Starr fue seleccionado por los Green Bay Packers en la 17.ª ronda del draft de la NFL de 1956 (200.º en general).
Fue el único quarterback en la historia en dirigir a un equipo a cinco campeonatos de la liga (1961-62, 1965-67), antes de que Tom Brady empatara el récord en la temporada 2016. También llevó a su equipo a victorias en dos Super Bowls, I y II. Su ciclo como entrenador en jefe de los Packers fue menos exitoso, compilando un registro de 52-76-3 (.408) desde 1975 hasta 1983.
Fue nombrado el jugador más valioso de los dos primeros Super Bowls y fue seleccionado 4 veces al Pro Bowl. Fue inducido al Salón de la Fama del Fútbol Americano Profesional y al salón de la fama de los Packers en 1977. Ganó el premio del MVP de la liga en 1966.
Tiene el índice pasador más alto (104.8) que cualquier mariscal de campo en la historia de la NFL y un récord de 9-1 en playoffs. Su porcentaje de pases completos 57.4 era un récord en la NFL al momento de su retiro en 1972. También sostuvo el expediente de la licencia de los empacadores para los juegos jugados (196) por 32 años, con la estación 2003.

## Estadísticas
Todas las estadísticas y logros son cortesía de la NFL, Green Bay Packers y Pro-Football.

### Temporada regular
| Año     | Equipo  | Partidos | Partidos | Partidos | Pase  | Pase  | Pase | Pase   | Pase | Pase | Pase  | Carrera | Carrera | Carrera | Carrera |
| Año     | Equipo  | PJ       | PT       | Récord   | Cmp   | Att   | Pct  | Yardas | TD   | Int  | Rtg   | Att     | Yardas  | Avg     | TD      |
| ------- | ------- | -------- | -------- | -------- | ----- | ----- | ---- | ------ | ---- | ---- | ----- | ------- | ------- | ------- | ------- |
| 1956    | GB      | 9        | 1        | 0-1      | 24    | 44    | 54.5 | 325    | 2    | 2    | 65.1  | 5       | 35      | 7.0     | 0       |
| 1957    | GB      | 12       | 11       | 3-8      | 117   | 215   | 54.4 | 1,489  | 8    | 8    | 69.3  | 31      | 98      | 3.2     | 3       |
| 1958    | GB      | 12       | 7        | 0-6-1    | 78    | 157   | 49.7 | 875    | 3    | 12   | 41.2  | 25      | 113     | 4.5     | 1       |
| 1959    | GB      | 12       | 5        | 4-1      | 70    | 134   | 52.2 | 972    | 6    | 7    | 69.0  | 16      | 83      | 5.2     | 0       |
| 1960    | GB      | 12       | 8        | 4-4      | 98    | 172   | 57.0 | 1,358  | 4    | 8    | 70.8  | 7       | 12      | 1.7     | 0       |
| 1961    | GB      | 14       |          | 11-3     | 172   | 295   | 58.3 | 2,418  | 16   | 16   | 80.3  | 12      | 56      | 4.7     | 1       |
| 1962    | GB      | 14       | 14       | 13-1     | 178   | 285   | 62.5 | 2,438  | 12   | 9    | 90.7  | 21      | 72      | 3.4     | 1       |
| 1963    | GB      | 14       | 10       | 8-1-1    | 132   | 244   | 54.1 | 1,855  | 7.6  | 10   | 82.3  | 13      | 116     | 8.9     | 0       |
| 1964    | GB      | 14       | 14       | 8-5-1    | 163   | 272   | 59.9 | 2,144  | 7.9  | 4    | 97.1  | 24      | 165     | 6.9     | 3       |
| 1965    | GB      | 14       | 14       | 10-3-1   | 140   | 251   | 55.8 | 2,055  | 8.2  | 9    | 89.0  | 18      | 169     | 9.4     | 1       |
| 1966    | GB      | 14       | 13       | 11-2     | 156   | 251   | 62.2 | 2,257  | 9.0  | 3    | 105.0 | 21      | 104     | 5.0     | 2       |
| 1967    | GB      | 14       | 12       | 8-3-1    | 115   | 210   | 54.8 | 1,823  | 8.7  | 17   | 64.4  | 21      | 90      | 4.3     | 0       |
| 1968    | GB      | 12       | 9        | 4-5      | 109   | 171   | 63.7 | 1,617  | 9.5  | 8    | 104.3 | 11      | 62      | 5.6     | 1       |
| 1969    | GB      | 12       | 9        | 4-5      | 92    | 148   | 62.2 | 1,161  | 7.8  | 6    | 89.9  | 7       | 60      | 8.6     | 0       |
| 1970    | GB      | 14       | 13       | 6-7      | 140   | 255   | 54.9 | 1,645  | 6.5  | 13   | 63.9  | 12      | 62      | 5.2     | 1       |
| 1971    | GB      | 4        | 3        | 0-2-1    | 24    | 45    | 53.3 | 286    | 6.4  | 3    | 45.2  | 3       | 11      | 3.7     | 1       |
| Carrera | Carrera | 207      |          | 94-57-6  | 1,808 | 3,149 | 57.4 | 24,718 | 7.8  | 138  | 80.5  | 247     | 1,308   | 5.3     | 15      |

### Playoffs
| Temporada | Equipo  | Juegos | Registro (V-D) | Pases | Pases | Pases | Pases | Pases | Pases | Pases | Pases  | Acarreos | Acarreos | Acarreos | Acarreos |
| Temporada | Equipo  | Juegos | Registro (V-D) | Comp  | Att   | Pct   | Yds   | YPA   | TD    | Int   | Índice | Att      | Yds      | Prom     | TD       |
| --------- | ------- | ------ | -------------- | ----- | ----- | ----- | ----- | ----- | ----- | ----- | ------ | -------- | -------- | -------- | -------- |
| 1960      | GB      | 1      | 0-1            | 21    | 34    | 61.8  | 178   | 5.2   | 1     | 0     | 85.2   | 1        | 0        | 0.0      | 0        |
| 1961      | GB      | 1      | 1-0            | 10    | 17    | 58.8  | 164   | 9.6   | 3     | 0     | 57.0   | 0        | 0        | 0.0      | 0        |
| 1962      | GB      | 1      | 1-0            | 9     | 21    | 42.9  | 85    | 4.0   | 0     | 0     | 94.9   | 1        | 4        | 4.0      | 0        |
| 1965      | GB      | 2      | 2-0            | 11    | 19    | 57.9  | 157   | 8.3   | 1     | 1     | 68.4   | 0        | 0        | 0.0      | 0        |
| 1966      | GB      | 2      | 2-0            | 35    | 51    | 68.6  | 554   | 10.9  | 6     | 1     | 91.7   | 2        | -1       | -0.5     | 0        |
| 1967      | GB      | 3      | 3-0            | 44    | 71    | 62.0  | 615   | 8.7   | 4     | 1     | 40.0   | 4        | 23       | 5.8      | 1        |
| Carrera   | Carrera | 10     | 9-1            | 130   | 213   | 61.0  | 1,753 | 8,2   | 15    | 3     | 83,0   | 8        | 26       | 3,3      | 1        |

### Super Bowl
| Temporada | Equipo  | Rival   | Edición | Resultado | Pases | Pases | Pases | Pases | Pases | Pases | Pases | Pases  | Acarreos | Acarreos | Acarreos | Acarreos | Capturas | Capturas | Fumbles | Fumbles |
| Temporada | Equipo  | Rival   | Edición | Resultado | Comp  | Att   | Pct   | Yds   | YPA   | TD    | Int   | Índice | Att      | Yds      | Prom     | TD       | Cap      | Yds      | Fum     | Perd    |
| --------- | ------- | ------- | ------- | --------- | ----- | ----- | ----- | ----- | ----- | ----- | ----- | ------ | -------- | -------- | -------- | -------- | -------- | -------- | ------- | ------- |
| 1966      | GB      | KC      | I       | G 35-10   | 16    | 23    | 69.57 | 250   | 10.87 | 2     | 1     | 116.2  | 0        | 0        | 0.0      | 0        | 0        | 0        | 0       | --      |
| 1967      | GB      | OAK     | II      | G 33-14   | 13    | 24    | 54.17 | 202   | 8.42  | 1     | 0     | 96.2   | 4        | 16       | 4.0      | 0        | 0        | 0        | 0       | --      |
| Carrera   | Carrera | Carrera | 2       | 2-0       | 29    | 47    | 61.70 | 452   | 9.62  | 9     | 4     | 106.2  | 4        | 16       | 4.0      | 0        | 0        | 0        | 0       | --      |

## Muerte
El legendario mariscal de campo Bart Starr, de la Liga Nacional de Fútbol Americano (NFL), falleció en Birmingham (Alabama), a los 85 años, de acuerdo a la información ofrecida este domingo por los Packers de Green Bay.
El anuncio de su deceso fue hecho por el equipo con el que triunfó al darles los títulos del Super Bowl I y II después de haber ganado antes cinco Campeonatos de la NFL.